# Jezinky a bezinky

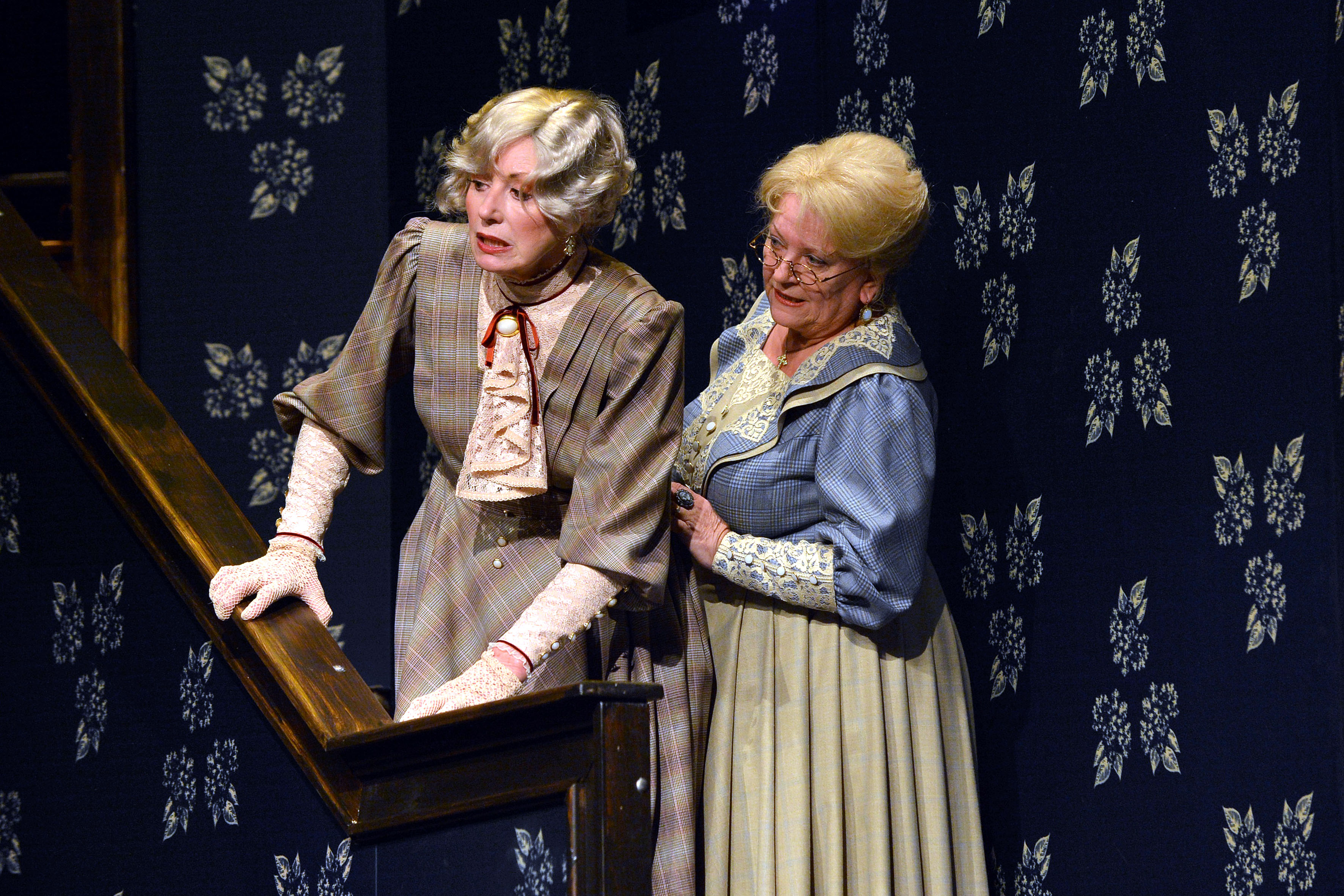
Jana Gazdíková a Zdena Herfortová v podání MdB

Jezinky a bezinky, někdy též pod názvem Arsenik a staré tety (v originále Arsenic and Old Lace), je divadelní hra amerického dramatika Josepha Kesselringa, kterou napsal v roce 1939. Jedná se o černou komedii, která měla premiéru 10. ledna 1941 ve Fulton Theatre na Broadwayi. Po 1 444 odehraných představeních měla derniéru 17. června 1944.
Ze všech dvanácti her, které Kesselring napsal, byla tato jednoznačně nejlepší, což potvrdil i deník The New York Times, který hodnotil hru slovy:
| „                 | Tak zábavné, že na to nikdo z nás nikdy nezapomene. | “ |
| — Brooks Atkinson |                                                     |   |

## Filmové zpracování
Roku 1944 natočil režisér Frank Capra podle této hry film s názvem Arsenic and Old Lace (Jezinky a bezinky). Pro hlavní roli Mortimera Brewstera zvolil Caryho Granta, do rolí dvou postarších tetiček obsadil Josephine Hullovou a Jean Adairovou. Film měl premiéru 23. září 1944. Celkově stál 1,2 milionů dolarů.

## Děj
Jednoho dne se uznávaný newyorský divadelní kritik rozhodne oženit. Tak se spolu se svou nastávající, Elaine Harperovou, vydávají na úřad, oznámit tu šťastnou novinu, avšak v patách jsou jim novináři lačnící po senzaci – starý mládenec Mortimer Brewster konečně pod chomoutem. Po obřadu chce Mortimer představit svou družku doma, kde na něho čekají jeho dvě tetičky, Abby a Mary Brewsterovi, spolu s jeho bláznivým bratrem Teddym Brewsterem, který věří, že je Theodore Roosevelt.
Mezitím mají tetičky návštěvu, přišel se na ně podívat jejich známý pastor Harper. Zatímco Teddy dělá jako obvykle obrovský hluk, ozve se zvonek, za dveřmi totiž stojí strážníci Brophy a O'Hara, kteří si jdou vyzvednout staré hračky, které se věnují dětem v Brooklynu. Strážník O'Hara se teprve zaučuje, proto je jaksi vyvedený z míry Teddyho potrhlým chováním. Po odchodu strážníků i pastora přijíždí Mortimer oznámit tu novinku. Tety jsou štěstím bez sebe. Mortimer ještě zařizuje svatební cestu a také hledá poznámky ke své nové knize Rozumem proti manželství. Mortimer obrátí celý dům vzhůru nohama a bohužel nahlédne i do lavice pod oknem, kde nalezne mrtvolu jistého postaršího pána. Nejprve pojme podezření, že onoho mrtvého muže má na svědomí Teddy. Tety ho rázem vyvedou z omylu, nejenže o mrtvole v lavici vědí, oni jí do lavice dokonce uložily. Oznámí svému udivenému synovci, že vlastně dělají dobré věci, zabíjejí totiž osamělé staré muže, kteří by se jinak trápili. A jak že je vlastně usmrtí? Prostě tomu nebožákovi nabídnou jejich vyhlášené bezinkové víno, do kterého však před tím přimíchají arsen, strychnin a kapku kyanidu. A s úsměvem na tváři vyprávějí dále, jak už mají ve sklepě pohřbeno dalších jedenáct mužů.
Elaine, značně nedočkavá, nahání svého manžela, kde se dá. Netuší však, že má úplně jiné starosti, než jejich svatební cestu. Ten, kdo pohřbívá ony mrtvoly, je totiž Teddy, který netuší, že vykopává hroby, myslí si, že pracuje na Panamském průplavu. Mortimer se rozhodne ho přemístit ho do ústavu Šťastné údolí, s tím, že poté jistě vraždy ustanou. Zatímco vše telefonicky domlouvá, Abby a Mary se chystají na svou další oběť, muže, který se chce ubytovat ve volném pokoji jejich domu. Mortimer naštěstí včas zasáhne, musí ale odejít, dá tedy tetám pokyny, aby nikoho nepouštěly do domu a nic neprováděly.
Co se nestane! Do svého bývalého domova se vrací další synovec, tentokrát Jonathan Brewster s jeho pomocníkem Dr. Einsteinem. Ti dva se potřebují někde ukrýt a vybrali si k tomu právě dům Jonathanových tetiček. Tetičky svého synovce nejprve nepoznávají, protože je znetvořený mnoha plastickými operacemi, ale nakonec v něm spatří onoho malého klučinu, který s nimi vyrůstal. Aby a Mary se moc nelíbí, že tu chtějí ti dva zůstat, ale co mohou dělat. Najednou se objevuje Teddy s tím, že pozve právě příchozí hosty na prohlídku svého průplavu. Tety se to snaží zamluvit. Ti dva se jdou podívat na onen průplav. Jáma, kterou Teddy kope je přece jako dělaná pro jejich mrtvolu. Chtějí počkat, až tety usnou a mrtvolu tam zakopat. Jenže to samé chtějí udělat Aby a Mary s mrtvolou z lavice pod oknem. Teddy je pověřen pohřbením, které proběhne relativně bez problémů. Ale Jonathan s Einsteinem tolik štěstí nemají, při manipulaci s mrtvolou je nachytá Elaine. Vše vyřeší Einstein tím, že jejich mrtvolu ukryje do již uvolněné lavice pod oknem. Mají podezření, že by Elaine mohla něco tušit, rozhodnou se jí proto zbavit. Naštěstí se vrací Mortimer a svou milovanou zachraňuje. Potkává se se svým bratrancem a vyčítá tetičkám, že ho u sebe nechaly. Nechce, aby Jonathan zjistil tajemství tetiček, proto se snaží dostat ty dva co nejdříve pryč z domu. Jen pro jistotu nahlédne do lavice a k jeho velkému údivu nespatřuje původní mrtvolu, ale nějakou úplně jinou. Obviňuje tety, které v tomto prsty tentokrát nemají. Jonathan se Mortimerovi přizná k vraždě. Mortimer se chystá volat na policii, ale v tom se ozve domovní zvonek. Všichni jdou s obavou otevřít a ve dveřích stojí strážník O'Hara na své obvyklé pochůzce. To se Mortimerovi náramně hodí, chtěl přece volat policii, pozve ho tedy dál. Strážník se seznamuje i s Jonathanem, je mu jeho obličej nějak povědomý. Strážník je na odchodu. Mortimer musí honem něco vymyslet, tak mu řekne o svém povolání. O'Hara je nadšený, chce mu vylíčit svou divadelní hru, kterou před nedávnem vymyslel. Mortimer nabízí svému bratrovi, že policistu zaměstná, aby okamžitě i s tou mrtvolou odjeli. Zatímco Mortimer zabavuje strážníka, ti dva zjišťují, že je jáma v sklepě již zabraná. Jonathan má na svého bratra pořádnou páku, pokud něco řekne Mortimer o Jonathanově mrtvole, tak nebude váhat a také svého bratra udá.
Mortimer urychleně odvede strážníka O'Hara z domu, zatímco tetičky chtějí vystrojit jejich nebožtíkovi pěkný obřad. Celé v černém už chtějí vkročit do sklepa, když narazí na Jonathana, kterému řeknou své mrtvole i těch dalších jedenácti. Jonathan je značně rozrušený, i on má na svém kontě celkem dvanáct obětí, nemůže však vystát to, že by byly jeho tetičky lepší než on. To se dá jednoduše zařídit, stačí mu přece ještě jedna a bude lepší. Mortimer se vrací zpět s doktorem, který má prověřit Teddyho zdravotní stav před umístěním do ústavu. Nakonec získá potvrzení, už jenom zbývá Teddyho písemný souhlas, který po dlouhém handrkování přece jenom dostane. Jonathan už chystá svůj zákeřný plán. Dr. Einsteinem se Mortimera snaží varovat, ale jemu to jde jedním uchem dovnitř a druhým ven. Rázem se ocitne svázaný a s roubíkem v ústech. Ještě před zabitím svého vlastního bratra se Jonathan s Einsteinem rozhodnou posilnit alkoholem – konkrétně bezinkovým vínem. Mortimerovi svitne naděje, oba pány ale vyruší opět domovní zvonek. A ve dveřích stojí starý známý O'Hara. Samozřejmě si všimne svázaného Mortimera, ale Jonathan mu namluví, že jim pouze předváděl scénu z jedné divadelní hry. A chudák Mortimer se s roubíkem v ústech musí dívat na to, jak se jeho bratr blíží s kudlou v ruce k nic netušícímu strážníkovi. Kupodivu zasáhne samotný Einstein, který svého přítele omráčí ránou do hlavy. V tom přichází strážníkovi kolegové, protože se O'Hara už dlouho neohlásil a také kvůli tomu, že Teddy opět troubil na svou trubku a vzbudil tím půlku ulice. Policisté nachází Jonathana, který netuší, že tu strážníci nejsou kvůli němu, a tak se přizná k vraždám a když už je po všem chce prásknout i své tety spolu s Mortimerem. Chladně oznámí policistům, že ve sklepě je zakopáno 13 mrtvol. O'Hara má Jonathana doprovodit do sklepa, ale bojí se a tvrdí, že Jonathan vypadá jako Boris Karloff, za což schytá pořádnou ránu. Vypukne velká rvačka, zatímco Mortimer se zatím vysvobodí s provazů a zamíří k telefonu. Volá řediteli ústavu, zda už je na cestě pro Teddyho.
Ozve se opět zvonek a přichází samotný kapitán policie. Zjišťuje, co se tam přihodilo. O'Hara mu vysvětluje onu situaci vzniklou díky poznámce o Borisu Karloffovi. A hned, jak kapitán spatří Jonathanovu tvář, poznává dlouho hledaného trestance, který uprchl z věznice pro duševně nemocné. Policisté mu tvrdí, že je Jonathan nutil jít do sklepa, že prý je tam zakopáno 13 mrtvol. Tomu ani sám kapitán nemůže uvěřit. Ale v tom se objevuje Teddy, který přítomnost 13 mrtvol potvrdí. Policisté se tedy rozhodnout vyslechnout Jonathana, ale musí počkat, než se probere z bezvědomí. Kapitán zatím hovoří s Mortimerem o Teddym, Mortimer mu oznamuje, že už s ním nebudou další problémy, protože se stěhuje do ústavu a přitom mu ukazuje papíry, které to potvrzují. Poručík si však všimne, že jsou neplatné, neboť se Teddy podepsal jako Theodore Roosevelt. Ale v tu chvíli dorazí ředitel ústavu, s tím, že si jde pro Teddyho. Mortimer přesvědčí Teddyho k podpisu svým pravým jménem. Tetičky se seznamují s ředitelem a dozvídají se, že si má odvézt Teddyho, toto však nemohou přenést před srdce. Chtějí jít za každou cenu s ním. To se Mortimerovi hodí, nikdo se tak nedozví o těch mrtvolách. Avšak ředitel odmítá ve svém ústavu dvě postarší zdravé dámy. Kapitán se nějak zmíní o 13 mrtvolách ve sklepě, že prý takovou hloupost, kterou mu povídal Teddy, ještě v životě neslyšel. A k jeho velkému překvapení mu to tety potvrdí. Mají se prý zeptat Mortimera, ten o nich také ví. Ale Mortimera napadne spásný nápad, začne vydávat své tety za duševně nemocné, a proto prý mají být převezeny s Teddym do ústavu. Tak kapitána odradí od návštěvy sklepa. Celou tuto závěrečnou scénku však sledovala Elaine oknem. Té to nedá a jde na průzkum do sklepa, kde opravdu nalezne 13 mrtvol. Přiběhne do domu, kde to chce oznámit kapitánovi, ale zoufalý Mortimer ji začne líbat, aby nemohla nic prozradit a líbá ji celou cestu k autu. Tetičky a Teddy jsou tedy převezeny do ústavu a Mortimer si může užít zasloužený odpočinek v podobě svatební cesty.

## České verze hry
Jan Werich, který tuto hru zhlédnul na Broadwayi, ji nechal přeložit a chtěl jí také uvést u nás v republice. To se stalo v roce 1958, kdy měla hra pod názvem Jezinky a bezinky premiéru v Divadle ABC. V Brně hru uvedlo v roce 1966 Večerní divadlo. Na svém repertoáru ji od 5. února 2006 do 24. května 2007 mělo i Slezské divadlo Opava, kde se hlavní mužské role chopil Jakub Stránský a tetičky ztvárnily Hana Vaňková a Kamila Srubková. Roku 2008 měla tato hra premiéru v Divadle A.Dvořáka v Příbrami, které však pojalo inscenaci velmi avantgardně, což způsobilo kritické recenze. Podruhé uvedlo Jezinky a bezinky v největší moravské metropoli Městské divadlo Brno, kde mělo představení premiéru 15. prosince 2012. Od 8. prosince 2022 hru hrají ve Studiu DVA divadlo v hlavních rolích s Ivou Janžurovou a Evou Holubovou.

## Verze Městského divadla Brno
Tuto detektivní komedii uvedlo Městské divadlo Brno jako druhé divadlo v Brně. Režie se chopil Petr Gazdík, který do hlavních ženských rolí tetiček obsadil Zdenu Herfortovou a Janu Gazdíkovou. Hra trvá dvě hodiny a třicet minut s jednou dvacetiminutovou přestávku.
| Zdena Herfortová   | Abby Brewsterová                           |
| Jana Gazdíková     | Marta Brewsterová                          |
| Petr Štěpán        | Teddy Brewster                             |
| Jaroslav Matějka   | Jonathan Brewster                          |
| Martin Havelka     | Mortimer Brewster                          |
| Evelína Studénková | Elaine Harperová                           |
| Vojtěch Blahuta    | Dr. Einstein                               |
| Zdeněk Bureš       | pastor Harper, pan Gibbs a pan Witherspoon |
| Karel Mišurec      | komisař Rooney                             |
| Tomáš Sagher       | Brophy                                     |
| Michal Isteník     | Klein                                      |
| Robert Urban       | O'Hara                                     |
| David Kropáč       | mrtvola                                    |